# ميلتون أنغير
ميلتون أنغيّر (بالإنجليزية: Milton Angier)‏ هو منافس ألعاب قوى أمريكي، ولد في 28 مايو 1899، وتوفي في 3 مايو 1967.

## وصلات خارجية
- ميلتون أنغير على موقع اللجنة الأولمبية الدولية (الإنجليزية)
- ميلتون أنغير على موقع أوليمبيديا (الإنجليزية)